# Valeria Sarmiento
Rosa Valeria Sarmiento Martínez (Valparaíso, 29 d'octubre de 1948) és una directora, guionista i muntatgista chilena, que ha treballat tant en cinema com en televisió. És membre de la Acadèmia d'Arts i Ciències Cinematogràfiques de Hollywood.

## Biografia
Nascuda en Valparaíso (Xile), on va estudiar cinema. Es va casar amb el cineasta Raúl Ruiz Pino en 1969 i quatre anys després es van veure obligats a traslladar-se a París (França) a causa del cop militar d’Augusto Pinochet a Xile.
El debut de Sarmiento com a directora es va produir tan sols un any abans, amb l'estrena del documental Un sueño como de colores (1972), centrat en un grup de dones dedicades al striptease; el to d'aquest treball romandria en molts altres documentals dedicats a la dona, al masclisme i a temes similars. Des de llavors, s'ha exercit també com montajista i guionista, col·laborant en nombrosos projectes amb el seu marit. També ha participat com a actriu en la pel·lícula Diálogos de exiliados (1975) i en el curtmetratge Voyage d'une main (1985), tots dos dirigits per Ruiz.
El seu documental Un sueño como de colores va romandre perdut i inèdit durant dècades, però en 2021 van ser trobats els negatius originals de la pel·lícula i la Cineteca Universitat de Xile en va iniciar un procés de restauració.

## Trajectòria

### Cinema
| Any  | Pel·lícula                                         | Rol       | Rol       | Rol         | Rol    |
| Any  | Pel·lícula                                         | Directora | Guionista | Muntatgista | Actriu |
| ---- | -------------------------------------------------- | --------- | --------- | ----------- | ------ |
| 1972 | Un sueño como de colores                           | Sí        |           |             |        |
| 1972 | Poesía popular: la teoría y la práctica            | Sí        |           | Sí          |        |
| 1972 | Los minuteros                                      | Sí        |           | Sí          |        |
| 1972 | La expropiación                                    |           |           | Sí          |        |
| 1975 | Diálogos de exiliados                              |           |           | Sí          | Sí     |
| 1977 | Colloque de chiens                                 |           |           | Sí          |        |
| 1978 | Genèse d'un repas                                  |           |           | Sí          |        |
| 1978 | La vocation suspendue                              |           |           | Sí          |        |
| 1979 | Le mal du pays                                     | Sí        |           | Sí          |        |
| 1979 | Gens de nulle part, gens de toutes parts           | Sí        | Sí        | Sí          |        |
| 1980 | Le borgne                                          |           |           | Sí          |        |
| 1980 | Guns                                               |           |           | Sí          |        |
| 1981 | The Territory                                      |           |           | Sí          |        |
| 1982 | Het dak van de Walvis                              |           |           | Sí          |        |
| 1982 | El hombre cuando es hombre                         | Sí        | Sí        |             |        |
| 1983 | Les minutes d'un faiseur de film                   |           |           | Sí          |        |
| 1983 | Les trois couronnes du matelot                     |           |           | Sí          |        |
| 1983 | La ville des pirates                               |           |           | Sí          |        |
| 1984 | 7 faux raccords                                    |           |           | Sí          |        |
| 1984 | Notre mariage                                      | Sí        | Sí        |             |        |
| 1985 | Voyage d'une main                                  |           |           | Sí          | Sí     |
| 1985 | La isla del tesoro                                 |           |           | Sí          |        |
| 1987 | Brise-glace                                        |           |           | Sí          |        |
| 1990 | La chouette aveugle                                |           |           | Sí          |        |
| 1990 | Amelia Lópes O'Neill                               | Sí        | Sí        |             |        |
| 1994 | Viaggio clandestino - Vite di santi e di peccatori |           |           | Sí          |        |
| 1995 | Wind Water                                         |           |           | Sí          |        |
| 1995 | Elle                                               | Sí        |           |             |        |
| 1997 | Généalogies d'un crime                             |           |           | Sí          |        |
| 1997 | Le film à venir                                    |           |           | Sí          |        |
| 1998 | L'inconnu de Strasbourg                            | Sí        | Sí        |             |        |
| 1998 | Carlos Fuentes: un voyage dans le temps            | Sí        |           |             |        |
| 2000 | Combat d'amour en songe                            |           |           | Sí          |        |
| 2001 | Les âmes fortes                                    |           |           | Sí          |        |
| 2002 | Rosa la china                                      | Sí        | Sí        |             |        |
| 2003 | Ce jour-là                                         |           |           | Sí          |        |
| 2003 | Une place parmi les vivants                        |           |           | Sí          |        |
| 2004 | Edipo                                              |           |           | Sí          |        |
| 2005 | Le domaine perdu                                   |           |           | Sí          |        |
| 2006 | Klimt                                              |           |           | Sí          |        |
| 2008 | Secretos                                           | Sí        | Sí        |             |        |
| 2010 | A Closed Book                                      |           |           | Sí          |        |
| 2010 | Misterios de Lisboa                                |           |           | Sí          |        |
| 2012 | Linhas de Wellington                               | Sí        |           |             |        |
| 2020 | El tango del viudo y su espejo deformante          |           |           |             |        |

### Televisió
| Any  | Telefilme/minisèrie/sèrie                      | Rol       | Rol         | Rol | Rol |
| Any  | Telefilme/minisèrie/sèrie                      | Directora | Muntatgista |     |     |
| ---- | ---------------------------------------------- | --------- | ----------- | --- | --- |
| 1976 | Utopía                                         |           | Sí          |     |     |
| 1979 | Petit manuel d'histoire de France              |           | Sí          |     |     |
| 1979 | De grands événements et de gens ordinaires     |           | Sí          |     |     |
| 1992 | Latin Women Beat in California                 | Sí        |             |     |     |
| 1992 | El planeta de los niños                        | Sí        |             |     |     |
| 1999 | Mon premier french cancan                      | Sí        |             |     |     |
| 2004 | Au Louvre avec Miquel Barceló                  | Sí        | Sí          |     |     |
| 2007 | La recta provincia                             |           | Sí          |     |     |
| 2008 | Litoral                                        |           | Sí          |     |     |
| 2013 | Diario de mi residencia en Chile: María Graham | Sí        |             | Sí  |     |
| 2018 | Casa de Angelis                                | Sí        |             |     |     |

## Premis i reconeixements
Festival Internacional de Cinema de Sant Sebastià
| Any  | Categoria                                 | Pel·lícula    | Resultat  |
| ---- | ----------------------------------------- | ------------- | --------- |
| 1984 | Gran Premi Donostia per Nous Realitzadors | Notre mariage | Guanyador |